# Kathleen (Florida)
Kathleen es un lugar designado por el censo ubicado en el condado de Polk en el estado estadounidense de Florida. En el Censo de 2010 tenía una población de 6.332 habitantes y una densidad poblacional de 337,87 personas por km².

## Geografía
Kathleen se encuentra ubicado en las coordenadas 28°7′10″N 82°2′24″O / 28.11944, -82.04000. Según la Oficina del Censo de los Estados Unidos, Kathleen tiene una superficie total de 18.74 km², de la cual 18.63 km² corresponden a tierra firme y (0.57%) 0.11 km² es agua.

## Demografía
Según el censo de 2010, había 6.332 personas residiendo en Kathleen. La densidad de población era de 337,87 hab./km². De los 6.332 habitantes, Kathleen estaba compuesto por el 90.49% blancos, el 2.07% eran afroamericanos, el 0.52% eran amerindios, el 0.62% eran asiáticos, el 0.02% eran isleños del Pacífico, el 3.92% eran de otras razas y el 2.37% pertenecían a dos o más razas. Del total de la población el 12.13% eran hispanos o latinos de cualquier raza.